# Sead Seferović
Sead Seferović (28. travnja 1970.), umirovljeni bosanskohercegovački nogometaš. Igrao za reprezentaciju BiH.

## Životopis
Rođen 1970. godine. Igrao je za Mogren sezone 1991./92. u 2. saveznoj ligi Jugoslavije. U profesionalnoj karijeri odigrao je četiri sezone u Hrvatskoj u 1. HNL te u Švicarskoj i Meksiku. Iz profesionalne igračke karijere povukao se 2003., nakon što je jednu godinu bio suspendiran 2002. godine zbog pozitivnog testa na efedrin na utakmici protiv Newcastlea 14. kolovoza 2002. godine. Suspenzija je trajala za natjecateljske i prijateljske utakmice, klupske i reprezentativne sve do 13. listopada 2003. Zadnji klub za koji je nastupao je Željezničar u Premijer ligi BiH. Nakon povlačenja iz aktivne igračke karijere, postao je trener. Pomoćni trener u Iskra Bugojno.
Odigrao je osam utamica za BiH i postigao jedan pogodak protiv Irana 2001. godine.

## Vanjske poveznice
- Weltfussball.de
- National-Football-Teams.com
- footballdatabase.eu